# Wild Life
Wild Life é o primeiro álbum de estúdio da banda anglo-americana de rock Wings e o terceiro álbum de estúdio do músico britânico de rock Paul McCartney após a separação dos Beatles. Foi lançado pela Apple Records em 7 de dezembro de 1971. O álbum foi gravado em oito dias, de 25 de julho a 2 de agosto do mesmo ano, no EMI Studios (atual Abbey Road Studios), e a formação contava com Paul, sua esposa Linda, o baterista Denny Seiwell, com quem eles haviam trabalhado no álbum anterior, Ram, e o guitarrista Denny Laine, anteriormente do Moody Blues. Recebeu uma reação morna de público e crítica.

## Contexto
Em julho de 1971, com um novo conjunto de canções, os recém-formados Wings gravaram o álbum em pouco mais de uma semana com a ideia de ser algo instantâneo e cru para capturar a vitalidade de uma gravação de estúdio ao vivo. Paul McCartney mais tarde citou as sessões de gravação típicas de Bob Dylan como uma inspiração para isso. O álbum foi ensaiado no estúdio de gravação de McCartney na Escócia, e gravado no EMI Studios em Londres, com engenharia de som de Tony Clark e Alan Parsons.

## Canções e produção
A primeira sessão foi realizada no EMI em 25 de julho. Cinco das oito faixas foram gravadas em apenas uma tomada. Um exemplo disso é "Mumbo", que abre o álbum. De acordo com Tony Clark, eles estavam apenas tocando e Clark decidiu começar a gravar. McCartney, ao perceber, gritou "Take It, Tony!" ("Grave isso, Tony!") e começou a improvisar a letra.
"Dear Friend", gravada durante as sessões de Ram, foi aparentemente uma tentativa de reconciliação de McCartney com John Lennon. Composta como resposta aos ataques de Lennon a Paul na canção "How Do You Sleep?", do álbum Imagine, que havia sido uma retaliação às indiretas que McCartney direcionou a John em "Too Many People". O crítico Ian MacDonald citou "Dear Friend" como um contra-argumento para a caricatura de Paul como um peso leve emocional.
O álbum também inclui uma versão cover da canção "Love Is Strange", gravada originalmente em 1956 pela dupla norte-americana de R&B Mickey & Sylvia.

## Lançamento
Depois de anunciar à mídia a formação da banda em 2 de agosto de 1971, o grupo foi nomeado "Wings" em 9 de outubro. Em 8 de novembro, o grupo realizou uma festa de imprensa em Londres para anunciar tanto o grupo quanto o álbum Wild Life, que seria lançado em 7 de dezembro, tanto no Reino Unido quanto nos Estados Unidos, sendo recebido com uma reação morna de público e crítica. 
Em dezembro de 1971, um outtake de Ram intitulado "Breakfast Blues" foi mixado por Paul e Linda no A&R Studios. A faixa foi tocada no rádio, e seria posteriormente lançada e renomeada mais tarde como "Great Cock and Seagull Race" no relançamento de Ram em 2012.

## Recepção crítica
| Críticas profissionais         | Críticas profissionais |
| Avaliações da crítica          | Avaliações da crítica  |
| Fonte                          | Avaliação              |
| ------------------------------ | ---------------------- |
| AllMusic                       | [ 15 ]                 |
| Christgau's Record Guide       | C−                     |
| The Essential Rock Discography | 4/10                   |
| MusicHound                     | 2.5/5                  |
| Q                              | [ 19 ]                 |
| The Rolling Stone Album Guide  | 2 de 5 estrelas.       |

O álbum alcançou o número 11 no Reino Unido e o número dez nos Estados Unidos, onde foi certificado em disco de ouro. Na mesma festa de imprensa, em entrevista ao periódico Melody Maker, McCartney disse que o grupo deveria em breve se apresentar ao vivo. John Mendelsohn escreveu na revista Rolling Stone que se perguntou se o álbum pode ter sido "deliberadamente de segunda categoria". O encarte de Wild Life (e do álbum instrumental Thrillington) foi creditado a "Clint Harrigan". Em 1990, McCartney admitiu ao jornalista Peter Palmiere que "ele (Paul) era Harrigan". John Lennon afirmou "conhecer Harrigan" durante uma entrevista para o Melody Maker em 1972.

## Relançamentos
O álbum foi lançado pela primeira vez em disco compacto pela subsidiária da EMI, Fame, em 5 de outubro de 1987. Além de nomear as faixas anteriormente ocultas ("Bip Bop Link" e "Mumbo Link"), esta edição adicionou as canções "Oh Woman, Oh Why" (lado B do single "Another Day"), "Mary Had a Little Lamb" e "Little Woman Love" como faixas bônus.
Em 1993, Wild Life foi remasterizado e relançado em disco compacto como parte da série The Paul McCartney Collection(em inglês) com os singles "Give Ireland Back to the Irish" e "Mary Had a Little Lamb", bem como os lados B "Little Woman Love". e "Mama's Little Girl" – todas gravadas em 1972, exceto "Little Woman Love", que foi um outtake de Ram – como faixas bônus, e também as duas faixas ocultas: "Bip Bop Link" (entre "I Am Your Singer" e "Tomorrow") e "Mumbo Link" (depois de "Dear Friend"). Duas versões gravadas no estilo bluegrass de "Bip Bop" e "Hey Diddle" no jardim da casa de Paul na Escócia por volta de junho de 1971 apresentava a filha de Paul e Linda, Mary, rindo ao fundo. Isso surgiu como inédito na coletânea Wingspan: Hits and History. 
Em 2007, o catálogo de Paul McCartney foi lançado no ITunes. Wild Life recebeu uma versão instrumental de "Give Ireland Back to the Irish" (originalmente lançada como o lado B do single) como faixa bônus.
Em 7 de dezembro de 2018, Wild Life foi relançado como parte da Paul McCartney Archive Collection(em inglês). As faixas bônus incluíam o single "Give Ireland Back To The Irish" e sua versão instrumental, a versão do single promocional de "Love Is Strange" e várias gravações demonstrativas caseiras e gravações de estúdio, incluindo as gravações caseiras de "Bip Bop" e "Hey Diddle", citadas anteriormente.

## Lista de faixas
Todas as faixas escritas e compostas por Paul e Linda McCartney, exceto a indicada. 
| Lado um |                                 |         |  |
| N.º     | Título                          | Duração |  |
| 1.      | "Mumbo"                         | 3:53    |  |
| 2.      | "Bip Bop"                       | 4:09    |  |
| 3.      | "Love Is Strange" (Baker/Smith) | 4:49    |  |
| 4.      | "Wild Life"                     | 6:39    |  |

| Lado dois |                          |         |  |
| N.º       | Título                   | Duração |  |
| 5.        | "Some People Never Know" | 6:37    |  |
| 6.        | "I Am Your Singer"       | 2:15    |  |
| 7.        | "Tomorrow"               | 3:28    |  |
| 8.        | "Dear Friend"            | 5:53    |  |

## Ficha técnica
Wings
- Paul McCartney – vocais principais, baixo elétrico
- Linda McCartney – vocais de apoio, piano, percussão
- Denny Laine – vocais de apoio, guitarra elétrica
- Denny Seiwell – bateria e percussão

Produção
- Paul e Linda McCartney – produção

- Alan Parsons – engenharia de som
- Tony Clark – engenharia de som

## Paradas
| Paradas (1971–72)              | Melhor posição |
| ------------------------------ | -------------- |
| Austrália (Kent Music Report)  | 3              |
| Canadá (RPM)                   | 5              |
| Países Baixos (MegaCharts)     | 6              |
| Japão (Oricon)                 | 15             |
| Noruega (VG-Lista)             | 4              |
| Espanha                        | 2              |
| Suécia                         | 3              |
| Reino Unido (OCC)              | 11             |
| Estados Unidos (Billboard 200) | 10             |
| Estados Unidos (Cash Box)      | 6              |
| Estados Unidos (Record World)  | 9              |
| Alemanha Oriental              | 47             |

| Paradas (2018)                        | Melhor posição |
| ------------------------------------- | -------------- |
| Alemanha (Offizielle Deutsche Charts) | 64             |
| Estados Unidos (Billboard 200)        | 199            |